# 筑波国际短期大学
筑波国际短期大学（日语：／ Tsukuba Kokusai Tankidaigaku *），简称TIJC，是一所位于日本茨城县土浦市的私立短期大学。

## 概要

### 简介
- 短期大学为于1966年开办[2]、由学校法人霞浦学园经营[2]。开始招収男学生从2001年、男女同校[3]。

### 历史
- 1966年 土浦短期大学成立并同时设置两个学科即日文科、保育科[2]。
- 1967年 家政科成立[2]。
- 1968年 家政科分离为两个专攻即家政专攻和食物营养专攻[2]。
- 1996年 家政科变更为生活科学科。家政专攻变更为生活科学专攻[2]。
- 1997年 改校名为筑波国际短期大学[2]。
- 1999年 日文科变更为日语传播学科[注 1][2]。
- 2000年 生活科学科生活科学专攻招生最后、次年停止招生[2]。
- 2001年 生活科学科变更为人类生活学科[2]。人类福利专攻成立于人类生活学科[2]。开始招収男学生。
- 2002年 生活科学科生活科学专攻停办[2]。
- 2004年 护理学科成立。日语传播学科[注 1]招生最后、次年停止招生[2]。
- 2005年 食物营养专攻变更为健康营养专攻[2]。
- 2006年 今年3月31日日语传播学科[注 1]正式停办[2]。今年4月护理学科招生最后[2]。
- 2008年 人类生活学科两个专攻即人类福利专攻、健康营养专攻各自招生最后、次年停止招生[2]。
- 2009年 护理学科正式停办[2]。
- 2010年 人类生活学科两个专攻即人类福利专攻、健康营养专攻各自正式停办[2]。

### 宪章
- 请参看筑波国际短期大学的标志 （页面存档备份，存于） （日語） 2014年1月18日阅览。

## 学校环境
- 校区：在茨城县土浦市

## 历任校长
- 高冢半卫：第一代短期大学校长[4]。
- 高冢千史：现在短期大学校长[5]

## 组织

### 学科
- 保育科

### 前学科
- 日语传播学科[注 1]
- 人类生活学科[注 3]
  - 生活科学专攻[注 4]
  - 健康营养专攻[注 3]
  - 人类福利专攻[注 3]
- 护理学科[注 5]

### 专科
| - 没有 |

### 业余课程
| - 没有 |

### 附属学校
| - 幼儿园 |

## 知名校友
- 白石美帆：女演员
- Chibagin：摇滚乐乐团

## 相关链接
- 日本短期大学列表
- 筑波国际大学